# عزلة آل مظفر الأعلى (البيضاء)

تعديل مصدري - تعديل

عزلة آل مظفر الأعلى هي إحدى عزل مديرية البيضاء في محافظة البيضاء اليمنية ويبلغ تعداد سكانها 5098 نسمة حسب التعداد السكاني في اليمن لعام 2004. وتتكون من ثمان قرى وهي 
القوعه . العاديه . ال حميد . عصفر . ال مصور . ال عبيد . الفقراء . ال ملاح . وهي تعد من اقوى واشجع القبائل في محافظة البيضاء 

## روابط خارجية
- الجهاز المركزي للإحصاء بالجمهورية اليمنية
- المركز الوطني للمعلومات باليمن
- World Gazetteer:Yemen
- الدليل الشامل